# Tarko-Sale
Tarko-Sale è una città della Siberia centro-settentrionale, situata nel Circondario autonomo Jamalo-Nenec, porto fluviale sul fiume Pjakupur presso la sua confluenza con l'Ajvasedapur, 560 km a sudest del capoluogo Salechard; è il capoluogo amministrativo del rajon Purovskij.
Fondata nel 1932, ottenne lo status di città nel 2004.

## Società

### Evoluzione demografica
Fonte: mojgorod.ru
| 1989   | 2000   | 2002   | 2005   | 2007   | 2010   | 2019   | 2023   |
| ------ | ------ | ------ | ------ | ------ | ------ | ------ | ------ |
| 17 400 | 18 300 | 18 517 | 19 500 | 20 000 | 20 372 | 21 583 | 19 932 |